# Oberonia marina
Oberonia marina är en orkidéart som beskrevs av James Boughtwood Comber. Oberonia marina ingår i släktet Oberonia och familjen orkidéer. Inga underarter finns listade i Catalogue of Life.